# Ischnochiton
Ischnochiton är ett släkte av blötdjur som beskrevs av Gray 1847. Ischnochiton ingår i familjen Ischnochitonidae.

## Dottertaxa tillIschnochiton, i alfabetisk ordning[1][2]
- Ischnochiton acomphus
- Ischnochiton adelaidensis
- Ischnochiton aidae
- Ischnochiton alascensis
- Ischnochiton albinus
- Ischnochiton albus
- Ischnochiton arbutum
- Ischnochiton australis
- Ischnochiton baliensis
- Ischnochiton bergoti
- Ischnochiton bigranosus
- Ischnochiton boninensis
- Ischnochiton bouryi
- Ischnochiton broomensis
- Ischnochiton caliginosus
- Ischnochiton carinulatus
- Ischnochiton cariosus
- Ischnochiton carolianus
- Ischnochiton cessaci
- Ischnochiton chaceorum
- Ischnochiton chiversi
- Ischnochiton circumvallatus
- Ischnochiton colubrifer
- Ischnochiton comptus
- Ischnochiton contractus
- Ischnochiton crassus
- Ischnochiton crebristriatus
- Ischnochiton delicatus
- Ischnochiton dilatosculptus
- Ischnochiton dispar
- Ischnochiton distigmatus
- Ischnochiton dolii
- Ischnochiton elizabethensis
- Ischnochiton erythronotus
- Ischnochiton examinandus
- Ischnochiton exaratus
- Ischnochiton falcatus
- Ischnochiton feliduensis
- Ischnochiton fraternus
- Ischnochiton fruticosus
- Ischnochiton gallaecus
- Ischnochiton gallensis
- Ischnochiton golikovi
- Ischnochiton goreensis
- Ischnochiton goudi
- Ischnochiton guatemalensis
- Ischnochiton hakodadensis
- Ischnochiton hartmeyeri
- Ischnochiton indianus
- Ischnochiton indifferens
- Ischnochiton intermedius
- Ischnochiton kaasi
- Ischnochiton keili
- Ischnochiton kolesnikovi
- Ischnochiton lentiginosus
- Ischnochiton lineolatus
- Ischnochiton lopesi
- Ischnochiton luteoroseus
- Ischnochiton luticolens
- Ischnochiton macleani
- Ischnochiton maorianus
- Ischnochiton mawlei
- Ischnochiton mayi
- Ischnochiton mexicanus
- Ischnochiton mitsukurii
- Ischnochiton muscarius
- Ischnochiton newcombi
- Ischnochiton nicklesi
- Ischnochiton niveus
- Ischnochiton obtusus
- Ischnochiton oniscus
- Ischnochiton paessleri
- Ischnochiton papillosus
- Ischnochiton paululus
- Ischnochiton perforatus
- Ischnochiton perornatus
- Ischnochiton pilsbryi
- Ischnochiton poppei
- Ischnochiton pseudovirgatus
- Ischnochiton ptychius
- Ischnochiton punctulatissimus
- Ischnochiton purus
- Ischnochiton pusillus
- Ischnochiton pusio
- Ischnochiton quoyanus
- Ischnochiton rhodolithophilus
- Ischnochiton rissoi
- Ischnochiton robustus
- Ischnochiton sansibarensis
- Ischnochiton sererorum
- Ischnochiton sharpii
- Ischnochiton simplicissimus
- Ischnochiton smaragdinus
- Ischnochiton stearnsii
- Ischnochiton stramineus
- Ischnochiton striolatus
- Ischnochiton substriatus
- Ischnochiton subviridis
- Ischnochiton tenuisculptus
- Ischnochiton textilis
- Ischnochiton thomasi
- Ischnochiton tindalei
- Ischnochiton tomhalei
- Ischnochiton torri
- Ischnochiton tridentatus
- Ischnochiton tsekosi
- Ischnochiton usticensis
- Ischnochiton vanbellei
- Ischnochiton variegatus
- Ischnochiton weedingi
- Ischnochiton verconis
- Ischnochiton versicolor
- Ischnochiton victoriae
- Ischnochiton wilsoni
- Ischnochiton winckworthi
- Ischnochiton virgatus
- Ischnochiton viridulus
- Ischnochiton vitreolus
- Ischnochiton yemenensis
- Ischnochiton yerburyi